# Muriceopsis metaclados
Muriceopsis metaclados is een zachte koraalsoort uit de familie Plexauridae. De koraalsoort komt uit het geslacht Muriceopsis. Muriceopsis metaclados werd in 2010 voor het eerst wetenschappelijk beschreven door Castro, Medeiros & Loiola. 